# 82nd Training Wing
L'82nd Training Wing è uno Stormo da addestramento tecnico dell'Air Education and Training Command, inquadrato nella Second Air Force. Il suo quartier generale è situato presso la Sheppard Air Force Base, nel Texas.

## Organizzazione
Attualmente, al settembre 2017, lo stormo controlla:
- 82nd Training Group
  -  359th Training Squadron 
    - Detachment 1, Hurlburt Field, Florida

  -  361st Training Squadron
  -  362nd Training Squadron
  -  363rd Training Squadron
- 782nd Training Group
  -  364th Training Squadron
  -  365th Training Squadron
  - 366th Training Squadron
  -  367th Training Support Squadron
- 982nd Training Group
Il gruppo provvede all'addestramento alla manutenzione sui velivoli, le munizioni e i dispositivi di comunicazione ed elettronici. L'unità ha più di 1.200 uomini assegnati a 2 squadron d'addestramento e uno squadron di manutenzione. Essi provvedono all'addestramento sui sistemi d'arma in 46 distaccamenti e diverse Operating Locations in tutto il mondo. 
  -  372nd Training Squadron
    - Detachment 1, Seymour Johnson Air Force Base, Carolina del Nord - Addestramento su F-15E
    - Detachment 2, Shaw Air Force Base, Carolina del Sud
    - Detachment 3, Hill Air Force Base, Utah -
    - Detachment 4, Tyndall Air Force Base, Florida - Addestramento su F-22A
    - Detachment 5, Barksdale Air Force Base, Louisiana - Addestramento su B-52H
    - Detachment 6, Whiteman Air Force Base, Missouri - Addestramento su B-2A
    - Detachment 7, Mountain Home Air Force Base, Idaho - Addestramento su F-15E
    - Detachment 8, Ellsworth Air Force Base, Dakota del Nord - Addestramento su B-1B
    - Detachment 9, Moody Air Force Base, Georgia - Addestramento su HC-130J, H-60G e A-10
    - Detachment 10, Holloman Air Force Base, Nuovo Messico - Addestramento su MQ-1, MQ-9 e F-16
    - Detachment 11, Davis-Monthan Air Force Base, Arizona - Addestramento su C-130J, A-10, HH-60, F-16 e EC-130
    - Detachment 12, Luke Air Force Base, Arizona
    - Detachment 13, Nellis Air Force Base, Nevada - Addestramento su A-10, F-15, F-16, F-22A, F-35A, HH-60G, MQ-1 e MQ-9
    - Detachment 14, Joint Base Elmendorf-Richardson, Alaska - Addestramento su F-22A
    - Detachment 15, Kadena Air Base, Giappone - Addestramento su F-15 e KC-135R
    - Detachment 16, RAF Lakenheath, Inghilterra - Addestramento su F-15 e HH-60G
    - Detachment 17, Spangdahlem Air Base, Germania - Addestramento su F-16
    - Detachment 18, Joint Base Langley-Eustis, Virginia - Addestramento su F-22A
    - Detachment 19, Eglin Air Force Base, Florida - Addestramento su F-35A
    - Detachment 20, Dyess Air Force Base, Texas - Addestramento su B-1B
    - Detachment 21, Beale Air Force Base, California - Addestramento su U-2
    - Detachment 22, Minot Air Force Base, Dakota del Nord
    - Detachment 23, Misawa Air Base, Giappone - Addestramento su F-16
    - Detachment 24, Base aerea di Aviano, Italia - Addestramento su F-16
    - Detachment 25, Eielson Air Force Base, Alaska - Addestramento su F-16 e F-35A
    - Detachment 26, March Air Reserve Base, California- - Addestramento su MQ-1 e MQ-9
    - Detachment 27, Grand Forks Air Force Base, Dakota del Nord - Addestramento su RQ-4
    - Detachment 28, Hancock Field Air National Guard Base, New York - Addestramento su MQ-9

  -  373rd Training Squadron
    - Detachment 1, Joint Base McGuire-Dix-Lakehurst, New Jersey
    - Detachment 2, MacDill Air Force Base, Florida
    - Detachment 3, Dover Air Force Base, Delaware
    - Detachment 4, Little Rock Air Force Base, Arkansas
    - Detachment 5, Joint Base Charleston, Carolina del Sud - Addestramento su C-17A
    - Detachment 6, Robins Air Force Base, Georgia
    - Detachment 7, Hurlburt Field, Florida
    - Detachment 8, McConnell Air Force Base, Kansas - Addestramento su KC-46A
    - Detachment 9, Tinker Air Force Base, Oklahoma
    - Detachment 11, Offutt Air Force Base, Nebraska
    - Detachment 12, Joint Base Lewis-McChord, Washington
    - Detachment 13, Fairchild Air Force Base, Washington
    - Detachment 14, Travis Air Force Base, California
    - Detachment 15, Yokota Air Base, Giappone
    - Detachment 16, Kirtland Air Force Base, Nuovo Messico
    - Detachment 17, Cannon Air Force Base, Nuovo Messico
    - Detachment 19, RAF Mildenhall, Inghilterra
    - Detachment 21, Francis E. Warren Air Force Base, Wyoming

  - 982nd Maintenance Squadron
- 602nd Training Group (Provisional), Keesler Air Force Base, Mississippi
  - Technical Training Operations Center
- 82nd Mission Support Group
  - 82nd Civil Engineer Squadron
  - 82nd Contracting Squadron
  - 82nd Security Forces Squadron
  - 82nd Communications Squadron
  - 82nd Logistics Readiness Squadron
  - 82nd Force Support Squadron
- 82nd Medical Group
  - 82nd Aerospace Medicine Squadron
  - 82nd Dental Squadron
  - 82nd Diagnostics and Therapeutics Squadron
  - 82nd Inpatient Operations Squadron
  - 82nd Medical Support Squadron
  - 82nd Surgical Operations Squadron